# London Borough of Brent

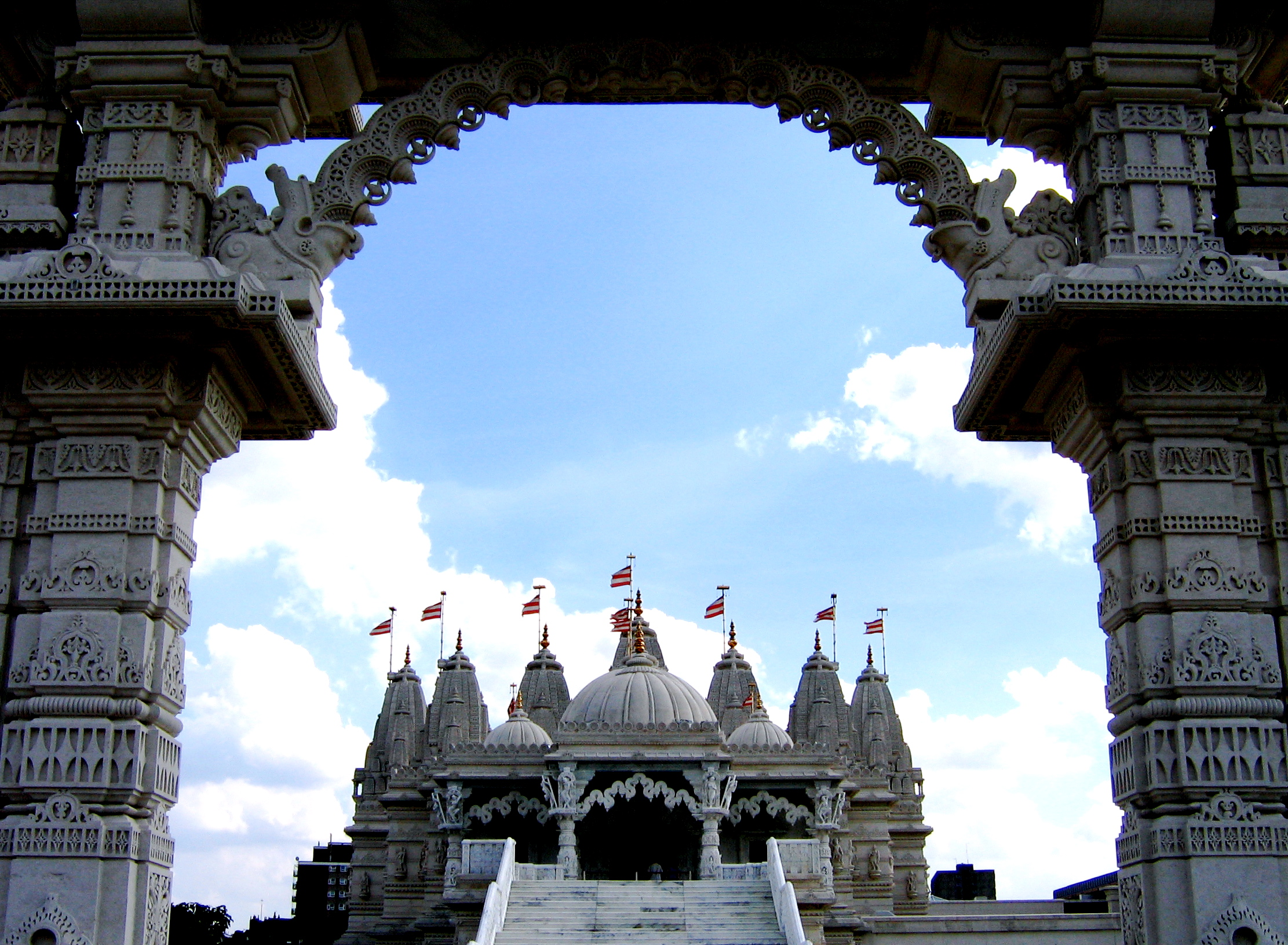
BAPS Shri Swaminarayan Mandir

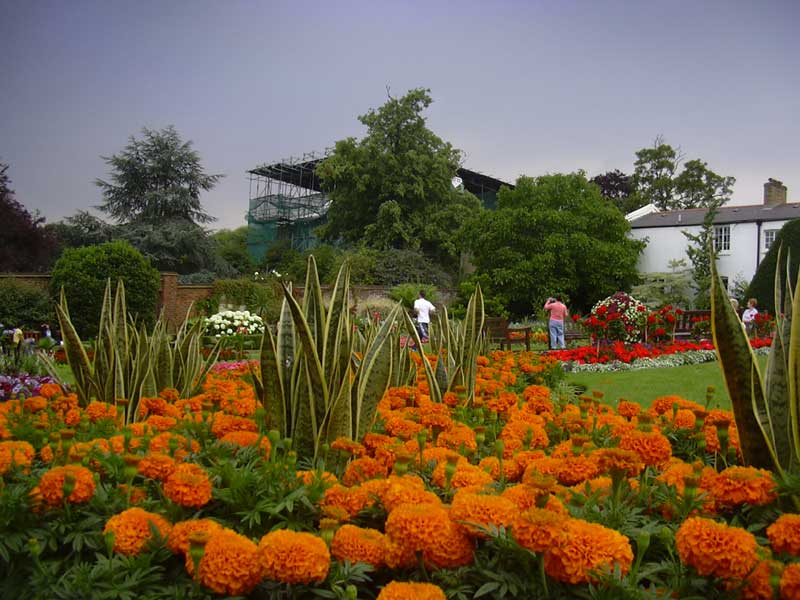
Dollis Hill House

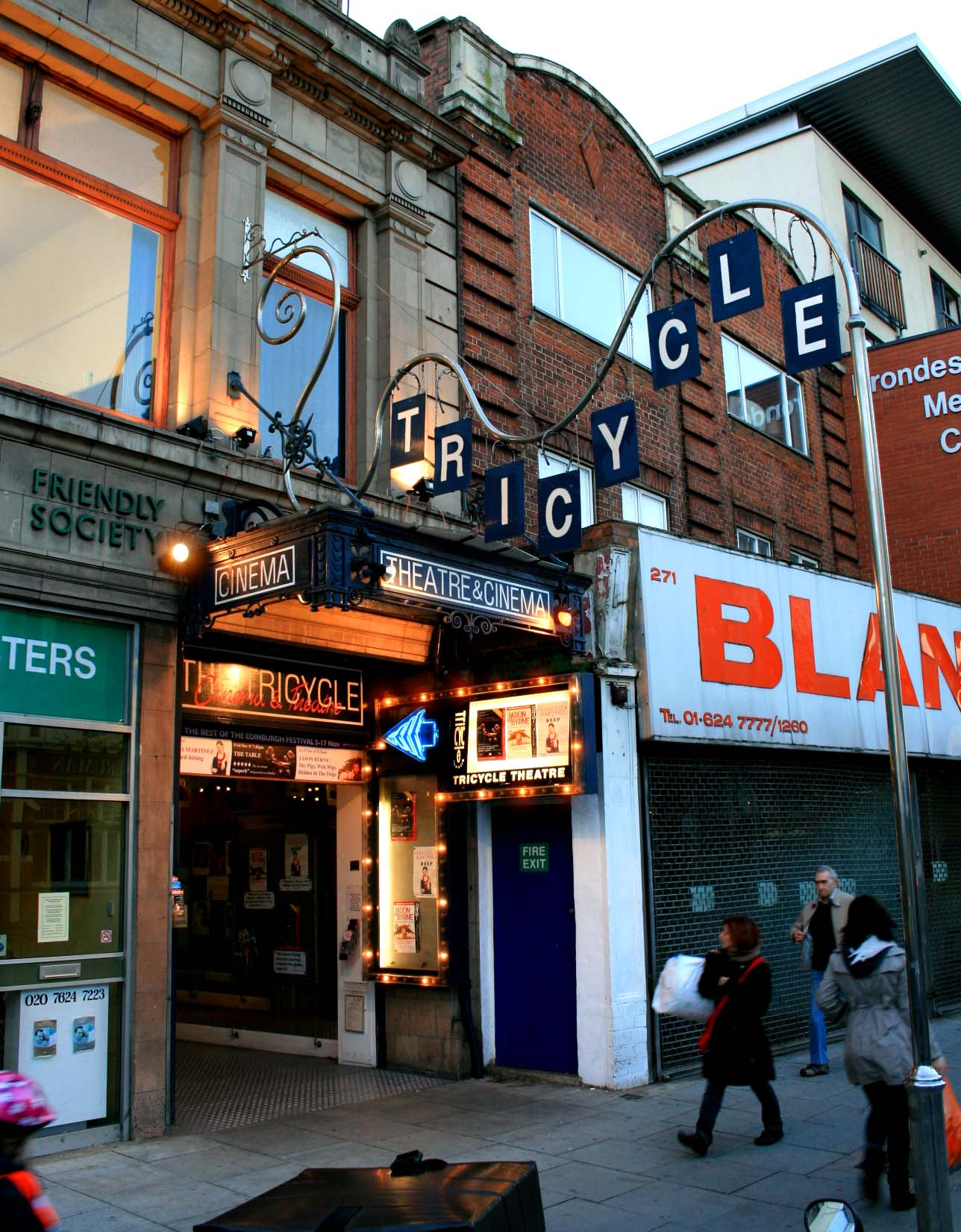
Tricycle Theatre

London Borough of Brent – jedna z 32 gmin Wielkiego Londynu położona w jego północno-zachodniej części. Wraz z 19 innymi gminami wchodzi w skład tzw. Londynu Zewnętrznego. Władzę stanowi Rada Gminy Brent (ang. Brent Council). Nazwa pochodzi od rzeki o tej samej nazwie.

## Historia
Gminę utworzono w 1965 roku na podstawie ustawy London Government Act 1963 z obszarów Wembley (ang. Municipal Borough of Wembley) utworzonego w 1937 roku i Willesden (ang. Municipal Borough of Willesden) utworzonego w 1933 roku.

## Geografia
Gmina Brent ma powierzchnię 43,24 km², graniczy od północnego zachodu z Harrow, od północnego wschodu z Barnet, od wschodu z Camden, od południa kolejno z Ealing, Hammersmith and Fulham, Kensington and Chelsea i Westminster.
W skład gminy Brent wchodzą następujące obszary:
| - Alperton - Brent Park - Brondesbury - Brondesbury Park - Church End - Cricklewood (także w Camden i Barnet) - Dollis Hill - Dudden Hill - Harlesden - Kensal Green - Kenton (także w Harrow) - Kilburn (także w Camden) - Kingsbury | - Neasden - North Wembley - Park Royal (także w Ealing) - Preston - Queen’s Park - Queensbury (także w Harrow) - Stonebridge - Sudbury (także w Harrow) - Tokyngton - Welsh Harp - Wembley - Wembley Park - Willesden |

Gmina dzieli się na 21 okręgów wyborczych które nie pokrywają się dokładnie z podziałem na obszary, zaś mieszczą się w trzech rejonach tzw. borough constituencies – Brent Central, Brent North i Hampstead and Kilburn.
| - Alperton (Brent North) - Barnhill (Brent North) - Brondesbury Park (Hampstead and Kilburn) - Dollis Hill (Brent Central) - Dudden Hill (Brent Central) - Fryent (Brent North) - Harlesden (Brent Central) - Kensal Green (Brent Central) - Kenton (Brent North) - Kilburn (Hampstead and Kilburn) - Mapesbury (Brent Central) | - Northwick Park (Brent North) - Preston (Brent North) - Queens Park (Hampstead and Kilburn) - Queensbury (Brent North) - Stonebridge (Brent Central) - Sudbury (Brent North) - Tokyngton (Brent Central) - Welsh Harp (Brent Central) - Wembley Central (Brent North) - Willesden Green (Brent Central) |

## Demografia
W 2011 roku gmina Brent miała 311 215 mieszkańców.
Podział mieszkańców według grup etnicznych na podstawie spisu powszechnego z 2011 roku:
| - Biali Brytyjczycy: 55 887 (18,0%) - Biali Irlandczycy: 12 320 (4,0%) - Irish Travellers: 320 (0,1%) - Pozostali biali: 44 353 (14,3%) - Mieszani Karaibowie: 4 291 (1,4%) - Mieszani Afrykanie: 2 820 (0,9%) - Mieszani Azjaci: 3 642 (1,2%) - Pozostali mieszani: 5 022 (1,6%) - Hindusi: 58 017 (18,6%) | - Pakistańczycy: 14 381 (4,6%) - Banglijczycy: 1 749 (0,6%) - Chińczycy: 3 250 (1,0%) - Pozostali Azjaci: 28 589 (9,2%) - Czarni Afrykanie: 24 391 (7,8%) - Czarni Karaibowie: 23 723 (7,6%) - Pozostali czarni: 10 518 (3,4%) - Arabowie: 11 430 (3,7%) - Pozostałe grupy etniczne: 6 512 (2,1%) |

Podział mieszkańców według wyznania na podstawie spisu powszechnego z 2011 roku:
- Chrześcijaństwo –  41,5%
- Islam – 18,6%
- Hinduizm – 17,8%
- Judaizm – 1,4%
- Buddyzm – 1,4%
- Sikhizm – 0,5%
- Pozostałe religie – 1,2%
- Bez religii – 10,6%
- Nie podana religia – 6,9%

Podział mieszkańców według miejsca urodzenia na podstawie spisu powszechnego z 2011 roku:
| - Wielka Brytania (139 788 – 44,92%) - Indie (28 548 – 9,17%) - Polska (10 575 – 3,40%) - Irlandia (8 874 – 2,85%) - Sri Lanka (7 702 – 2,47%) - Kenia (7 382 – 2,37%) - Jamajka (7 189 – 2,31%) - Somalia (6 855 – 2,20%) - Pakistan (6 809 – 2,19%) - Rumunia (6 182 – 1,99%) - Filipiny (3 564 – 1,15%) - Portugalia (3 076 – 0,99%) - Nigeria (2 911 – 0,94%) - Ghana (2 680 – 0,86%) | - Włochy (2 337 – 0,75%) - Iran (2 085 – 0,67%) - Francja (1 762 – 0,57%) - Hiszpania (1 447 – 0,46%) - Niemcy (1 385 – 0,45%) - Australia (1 315 – 0,42%) - Stany Zjednoczone (1 135 – 0,36%) - Południowa Afryka (1 123 – 0,36%) - Litwa (1 064 – 0,34%) - Chiny (1 015 – 0,33%) - Bangladesz (875 – 0,28%) - Zimbabwe (395 – 0,13%) - Turcja (372 – 0,12%) - pozostali (52 770 – 16,96%) |

## Transport

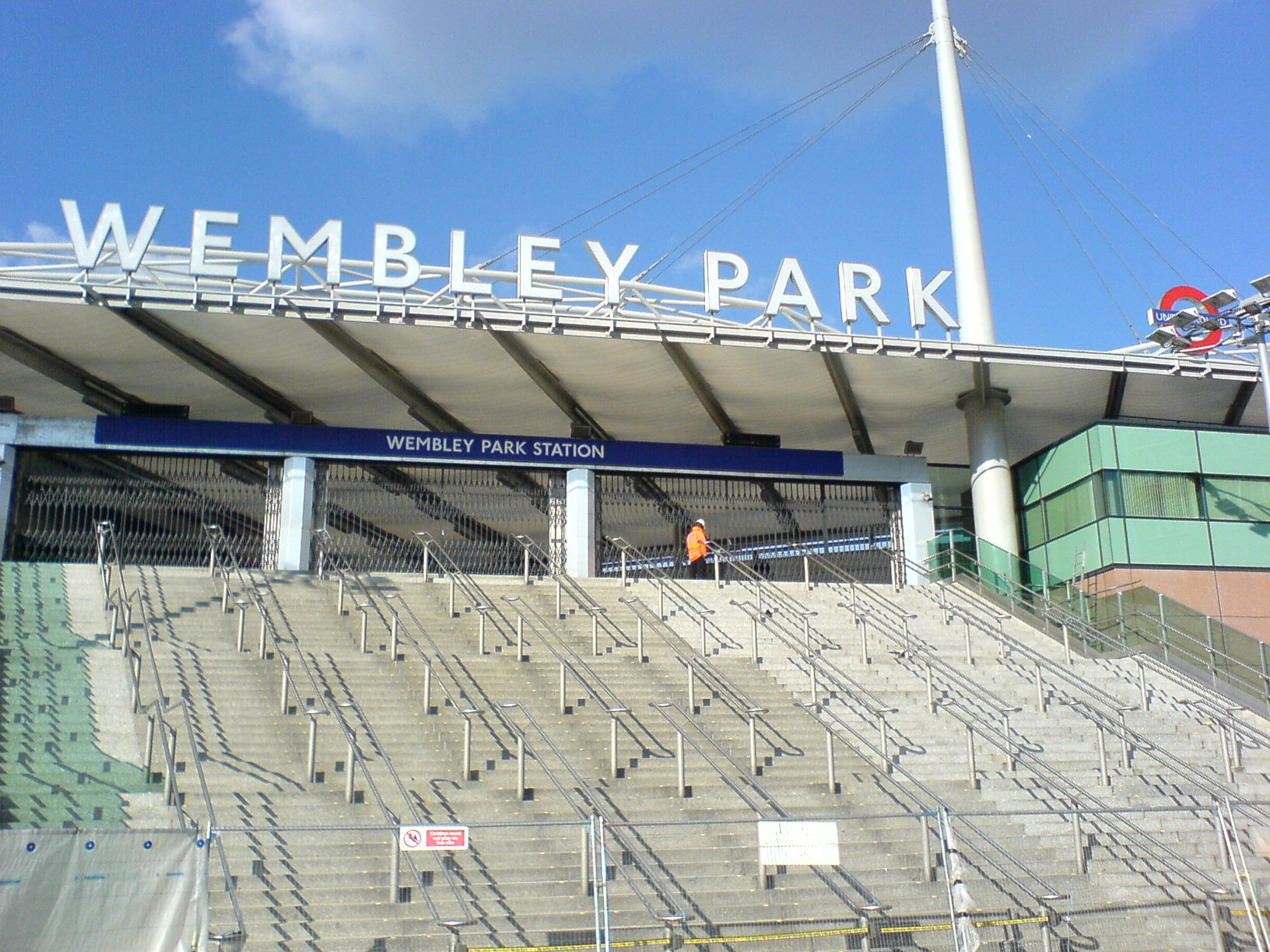
stacja Wembley Park

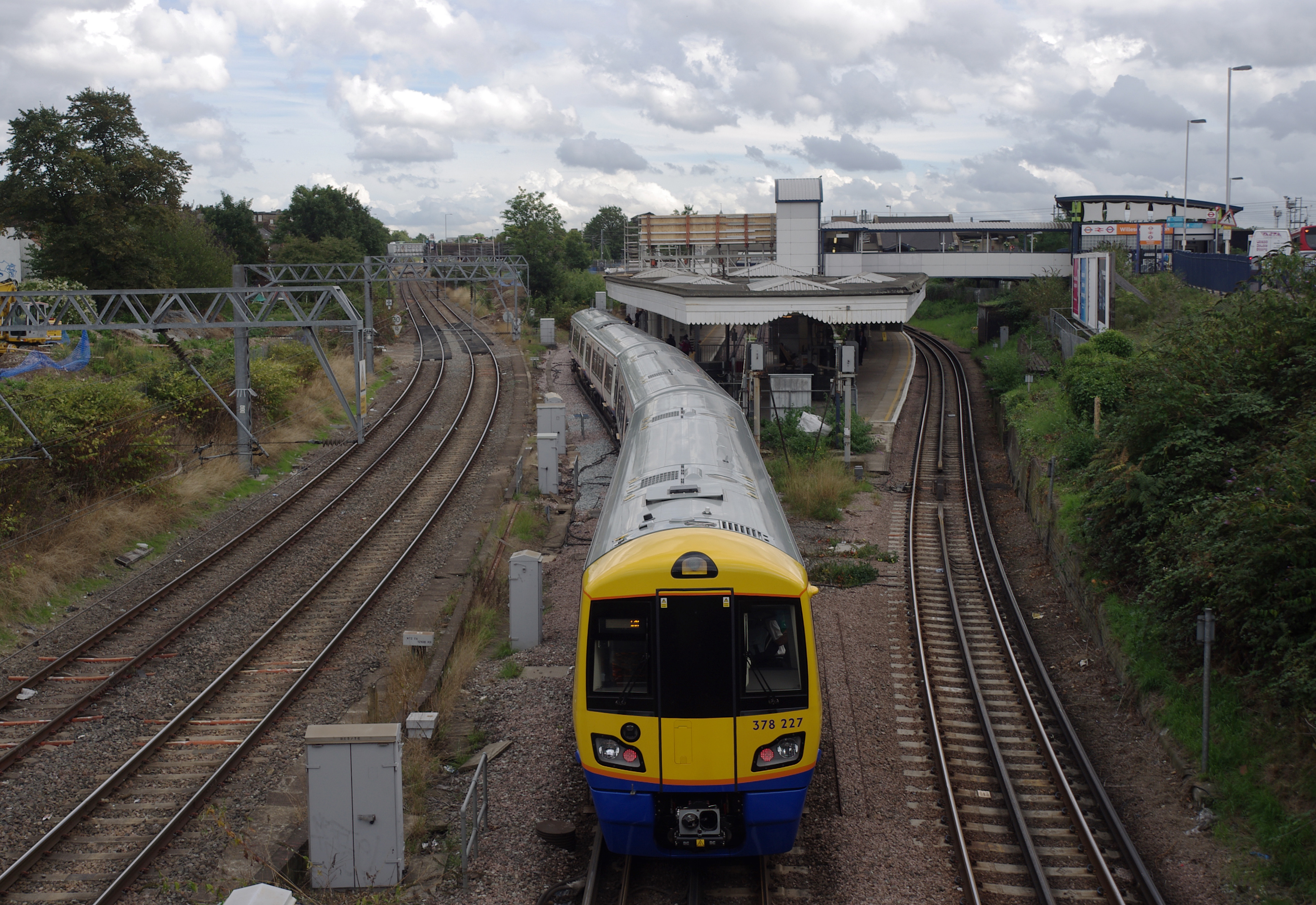
stacja Willesden Junction

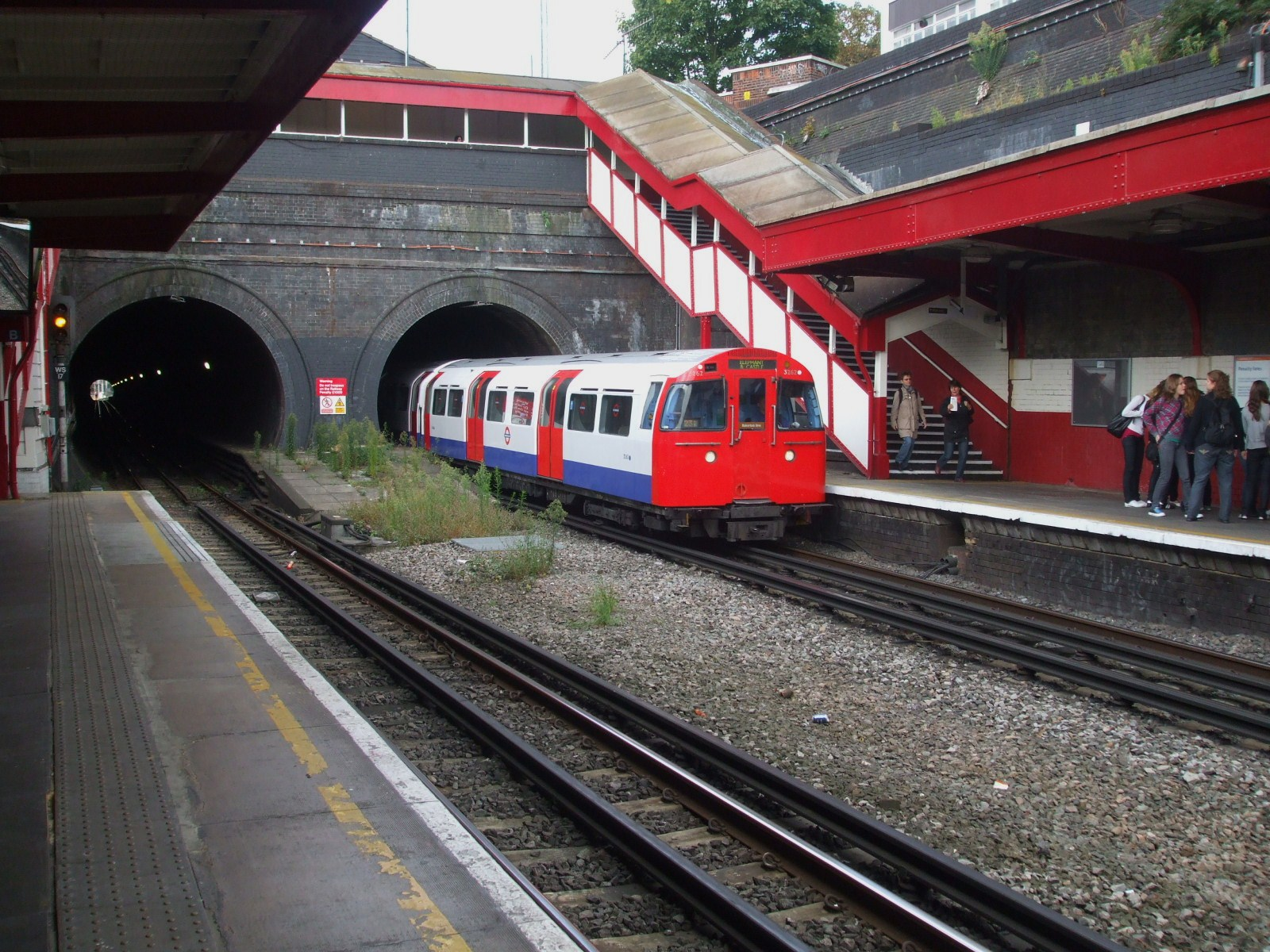
stacja Kensal Green

Przez Brent przebiegają cztery linie metra: Bakerloo Line, Jubilee Line, Metropolitan Line i Piccadilly line
Stacje metra:
- Alperton – Piccadilly line
- Dollis Hill – Jubilee Line
- Harlesden – Bakerloo Line
- Kensal Green – Bakerloo Line
- Kenton (na granicy z Harrow) – Bakerloo Line
- Kilburn – Jubilee Line
- Kilburn Parn – Bakerloo Line
- Kingsbury – Jubilee Line
- Neasden – Jubilee Line
- North Wembley – Bakerloo Line
- Northwick Park – Metropolitan Line
- Preston Road – Metropolitan Line
- Queensbury – Jubilee Line
- Queen’s Park – Bakerloo Line
- South Kenton – Bakerloo Line
- Stonebridge Park – Bakerloo Line
- Sudbury Hill  (na granicy z Harrow) – Piccadilly line
- Sudbury Town – Piccadilly line
- Wembley Central – Bakerloo Line
- Wembley Park – Jubilee Line i Metropolitan Line
- Willesden Green – Jubilee Line
- Willesden Junction (na granicy z Hammersmith and Fulham) – Bakerloo Line

Pasażerskie połączenia kolejowe na terenie Brent obsługują przewoźnicy Chiltern Railways, Southern i London Overground.  
Stacje kolejowe:
- Sudbury & Harrow Road
- Wembley Central
- Wembley Stadium

Stacje London Overground:
- Brondesbury
- Brondesbury Park
- Harlesden
- Kensal Green
- Kensal Rise
- Kenton
- North Wembley
- Queen’s Park
- South Kenton
- Stonebridge Park
- Wembley Central
- Willesden Junction (na granicy z Hammersmith and Fulham)

## Miejsca i muzea

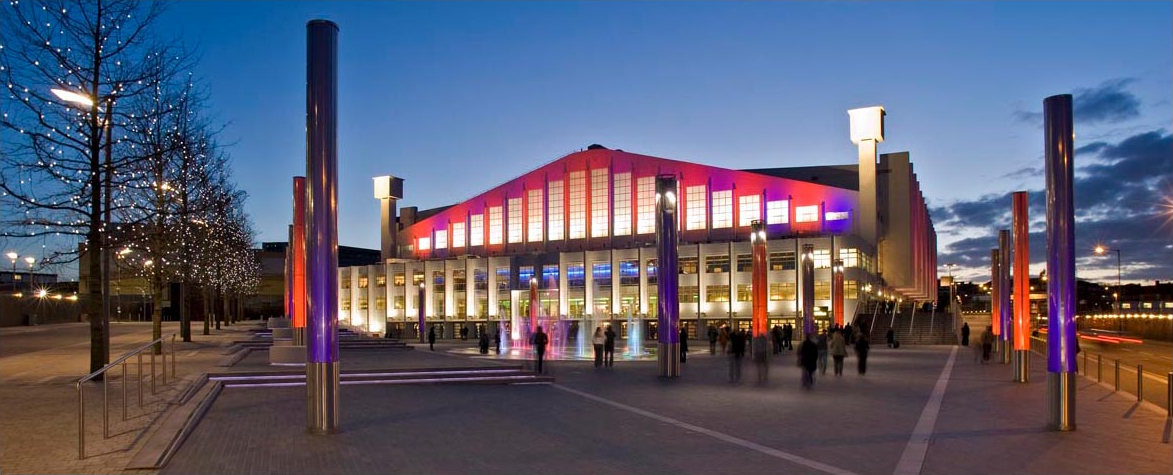
Wembley Arena

- Stadion Wembley
- Wembley Arena
- Brent Museum[12]
- Tricycle Theatre[13]
- Stables Gallery & Art Centre[14]
- BAPS Shri Swaminarayan Mandir
- Playgolf Northwick Park[15]

## Letnie Igrzyska Olimpijskie 2012

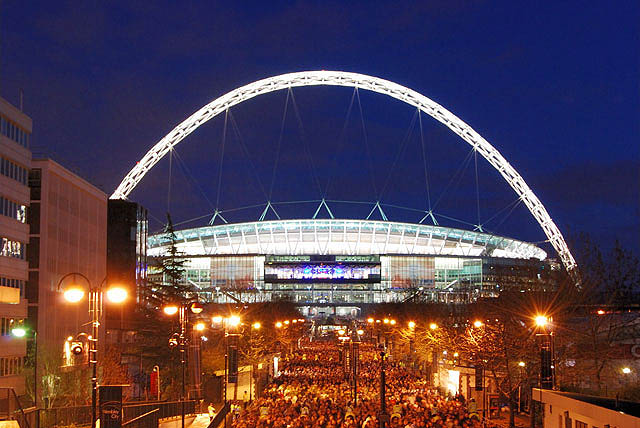
Stadion Wembley

W ramach Letnich Igrzysk Olimpijskich 2012 na terenie gminy Brent odbyły się zawody w następujących miejscach:
- Stadion Wembley
- Wembley Arena

## Edukacja

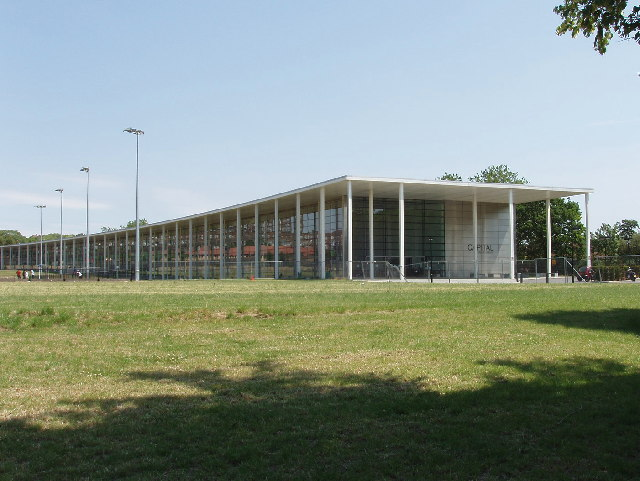
Capital City Academy

- University of Westminster (Harrow Campus)[17]
- Kingsbury High School[18]
- Wembley High Technology College[19]
- Queens Park Community School[20]
- Crest Girls’ Academy[21]
- Alperton Community School[22]
- Capital City Academy[23]
- Newman Catholic College[24]
- Claremont High School[25]
- Convent of Jesus and Mary Language College[26]
- Copland Science Specialist College[27]
- Preston Manor High School[28]
- St Gregory's Catholic Science College[29]
- JFS[30]
- College of North West London[31]

## Znane osoby
W Brent urodzili się m.in.
- Charlie Watts – perkusista
- Zadie Smith – pisarka
- Mutya Buena – wokalistka
- Keisha Buchanan – wokalistka
- Paul Merson – piłkarz
- Jay Sean – piosenkarz
- Keith Moon – perkusista
- Tony Kanal – basista rockowy
- Twiggy – modelka i aktorka
- John Tavener – kompozytor
- Chris Squire – basista rockowy
- Lady Sovereign – MC
- John Barnard – projektant wyścigowy
- Jet Harris – basista